# Шоломниця
Шоломниця (Scutellaria) — рід трав'янистих рослин родини глухокропивові (Lamiaceae).

## Ботанічний опис
Багаторічні або, дуже рідко, однорічні трави, зрідка напівчагарники або чагарники, із запушенням із простих волосків, зі стеблами, здерев'янілими при основі та трав'янистими у верхній частині.
Листки на ніжках, різної форми, зубчасті, рідше цілокраї або майже розсічені.
Квітки у кількості однієї-двох у пазухах листків або зібрані у колосоподібні або китицеподібні суцвіття на верхівках стебел. Чашечка двогуба, з суцільнокраїми, широко округленими губами, з яких верхня має увігнутий поперечний гребінець, задній сегмент після дозрівання плодів відпадає. Віночок з довгою, назовні відігнутою трубкою і 2-губим відгином; верхня губа шоломоподібна, увігнута, з 2 бічними лопатями при основі; нижня цільна, плоска, коротша або довша від верхньої.
Плід — горішок, сплюснуто-кулястий або яйцеподібний, здебільшого бородавчастий, нерідко запушений, рідше гладкий.

## Поширення
Представники роду зустрічаються по цілому світі, окрім Антарктиди. В Україні росте повсюдно.

## Види
Рід налічує приблизно 300 видів.
Ті види, що позначені зірочкою (*), поширені в Україні.
- Scutellaria alabamensis
- Scutellaria albida — шоломниця білувата*
- Scutellaria alborosea Lem.
- Scutellaria alpina L.
- Scutellaria altamaha
- Scutellaria altissima L. — шоломниця висока*
- Scutellaria amoena
- Scutellaria anatolica[5]
- Scutellaria angustifolia
- Scutellaria antirrhinoides Benth.
- Scutellaria arenicola
- Scutellaria arguta
- Scutellaria atriplicifolia
- Scutellaria aurata
- Scutellaria baicalensis Georgi
- Scutellaria barbata D.Don
- Scutellaria bolanderi A.Gray
- Scutellaria brittonii
- Scutellaria bushii
- Scutellaria caerulea
- Scutellaria californica A.Gray
- Scutellaria cardiophylla
- Scutellaria columnae
- Scutellaria costaricana H.Wendl.
- Scutellaria drummondii
- Scutellaria elliptica Muhl.
- Scutellaria floridana Chapm.
- Scutellaria formosana
- Scutellaria galericulata L. типовий — шоломниця звичайна*
- Scutellaria glabriuscula
- Scutellaria hastifolia — шоломниця списолиста*
- Scutellaria havanensis
- Scutellaria hirta
- Scutellaria hookeri
- Scutellaria incana Biehler
- Scutellaria incarnata Vent.
- Scutellaria indica L.
- Scutellaria integrifolia L.
- Scutellaria laevis
- Scutellaria lateriflora L.
- Scutellaria longifolia Benth.
- Scutellaria longituba
- Scutellaria meehanioides
- Scutellaria microphylla
- Scutellaria minor Huds.
- Scutellaria montana Chapm.
- Scutellaria multiglandulosa
- Scutellaria muriculata
- Scutellaria nana A.Gray
- Scutellaria nervosa
- Scutellaria ocmulgee
- Scutellaria orientalis — шоломниця східна*
- Scutellaria ovata Hill
- Scutellaria parvula Michx.
- Scutellaria potosina
- Scutellaria pseudoserrata
- Scutellaria purpurascens
- Scutellaria rehderiana
- Scutellaria resinosa Torr.
- Scutellaria rubicunda
- Scutellaria sapphirina
- Scutellaria serboana[6]
- Scutellaria serrata
- Scutellaria siphocampyloides
- Scutellaria splendens
- Scutellaria strigillosa
- Scutellaria suffrutescens
- Scutellaria texana
- Scutellaria thieretii
- Scutellaria tuberosa Benth.
- Scutellaria ventenatii
- Scutellaria violacea
- Scutellaria viscidula
- Scutellaria wrightii